# Tooele
Tooele è un comune degli Stati Uniti d'America, nella contea di Tooele nello Stato dello Utah.